# Сценарій транзакції (програмування)
Сценарій транзакції (англ. Transaction script) — шаблон проєктування, який пропонує реалізувати бізнес-логіку в межах однієї процедури.

## Призначення
Більшість аплікацій містять логіку, яку можна представити у вигляді набору дій. Одні з них витягують дані, в той час, як інші складніші — проводять валідацію, обробку та зміну. Даний патерн пропонує об'єднати логіку таких дій в одну команду.

## Переваги та недоліки

### Переваги
- простий в реалізації
- виконуються принципи ACID

### Недоліки
- відсутній архітектурний поділ
- важко розширювати функціонал
- можливе дублювання коду

## Реалізація
Нехай необхідно створити користувача та відправити адміністратору сповіщення. Ці дії можна зробити незалежно, в різних транзакціях. В той час, як даний шаблон пропонує реалізувати всю логіку в межах однієї функції.
```
class
 
UserService

{

	
public
 
void
 
CreateUser
(
string
 
userName
)

	
{

		
// валідація

		
if
 
(
string
.
IsNullOrWhiteSpace
(
userName
))

		
{

			
throw
 
new
 
InvalidOperationException
();

		
}

		

		
// створення користувача

		
var
 
user
 
=
 
new
 
User
(
userName
);

		
db
.
Add
(
user
);

		

		
// створення сповіщення

		
var
 
notification
 
=
 
new
 
Notification
(
"New user has been created"
);

		
db
.
Add
(
notification
);

		

		
// здійснення транзакції

		
db
.
Commit
();

	
}

}

```